# Martina Zubčić Dušak
Martina Zubčić Dušak (Zagreb, 3. lipnja 1989.) je hrvatska taekwondoašica.

## Sportska karijera
Počela je trenirati sa 7 godina, a već je u juniorskom uzrastu osvojila zlato u seniorskoj konkurenciji na EP u Rigi 2005. godine. Trenira i bori se za klub  TK Dubrava iz Zagreba.
Najveći uspjeh u karijeri ostvarila je na Olimpijskim igrama u Pekingu 2008. osvajanjem bronce.
Dobitnica je godišnje Državne nagrade za šport "Franjo Bučar" za 2008. godinu. Za istu godinu dobitnica je i Nagrade Dražen Petrović Hrvatskog olimpijskog odbora koja je namijenjena isključivo mladim sportašicama i sportašima za izvanredne sportske rezultate i sportski razvoj.
Krajem listopada 2008. godine sudjeluje kao natjecateljica u glazbeno-zabavnom spektaklu Ples sa zvijezdama, gdje joj je partner Robert Schubert.

### Olimpijske igre 2008.
Martina je u Pekingu osvojila prvo hrvatsko taekwondo olimpijsko odličje, a treće ukupno na tim igrama. Na putu do odličja svladala je Izraelku Gatterer, Brazilku Nunes, poražena je od Turkinje Tanrikulu, da bi u borbi za broncu bila uspješnija od Tajvanke Li-Wen Su.
Osmina završnice:  Gatterer 4:3
Četvrtzavršnica:  Nunes 3:2 (zlatnim bodom u produžetku)
Poluzavršnica:  Tanrikulu 3:5
Za brončano odličje:   Su Li-Wen 5:4 (zlatnim bodom u produžetku)

## Vanjske poveznice
- Životopis na službenim stranicama OI 2008.